# Sant'Agata Irpina
Sant'Agata Irpina è una frazione del comune di Solofra situato in Campania in provincia di Avellino.
S. Agata è posta sulle prime falde e ai piedi dei monti Pergola e S. Marco tra i territori di Solofra (a sud e ad est), di Serino (a nord) e di Montoro (ad ovest). Il paese si trova a 380 m s.l.m., a 1,08 km da Solofra e conta 3020 abitanti.

## Storia
Durante il periodo sannita, nei pressi della località Castelluccia, comincia la storia di Sant'Agata di sotto. Tutto prende vita intorno alla posizione strategica del territorio, in quanto la strada costituiva un punto di riferimento fondamentale per i pastori provenienti dalla valle del Sabato.
Quando sopraggiunsero i Romani il percorso fu migliorato notevolmente e diventò ancora più importante perché collegava Salerno e l'antica Abellinum. Alla strada fu dato il nome “via antica qui badit a Sancta Aghate”.
Grazie alla natura difensiva della conca, gli insediamenti non furono messi a repentaglio dalle varie invasioni.
Un tempo nota come Sant'Agata di sotto, Sant'Agata Irpina è stata comune fino al 1927, anno della soppressione e dell'aggregazione al comune di Solofra.
Gli abitanti sono detti santagatini.

## Manifestazioni
- Sant'Agata Irpina festeggia l'omonima patrona, Sant'Agata, il 5 febbraio. Ogni anno numerosi devoti partecipano alle celebrazioni dedicate alla Santa e alla processione che si svolge per le strade principali della frazione. Gli altri compatroni di Sant'Agata Irpina sono Sant'Antonio da Padova e San Pasquale Baylón.
- In località Castelluccia, il 15 agosto, si festeggia l'Assunzione di Maria in cielo.

## Monumenti e luoghi d'interesse
- Chiesa parrocchiale di Sant'Agata Irpina (XVII secolo).
- Santuario dell'Assunzione di Maria in Cielo.
- Villa Romana in via Cigliano.
- Cassettonato di Francesco Guarini nella Chiesa parrocchiale, con storie di S. Agata (1637-1640). Le tele sono in gran parte opera di bottega, anche se l'impostazione, la composizione e i colori risentano della fase caravaggesca di Francesco. Straordinaria la tela con S. Agata liberata da S. Pietro, molto mal restaurata nei secoli precedenti, e i Martirii di S. Agata con il taglio dei seni e la prova delle braci, autografe di Francesco Guarini.

## Sport
L'Intersantagata è stata la maggiore società calcistica della frazione, arrivata a il disputare il Campionato Regionale di Eccellenza. Nel 2002/2003, ha ceduto il titolo sportivo al Baiano.